# Haut-Folin
L' Haut-Folin è il monte più alto del massiccio del Morvan, nella regione francese della Borgogna-Franca Contea. Esso si trova nel territorio del comune di Saint-Prix. Sulla sua vetta si ergono le antenne ripetitrici del segnale della rete televisiva Autun-Bois-du-Roi.

## Geografia
In momenti di cielo terso dalla sua vetta si può scorgere il monte Bianco, distante in linea d'aria 250 km.
Dalle sue pendici nasce il fiume Canche, affluente della Celle, quindi subaffluente dell'Arroux.
Il Bas-Folin, distante poco più di 1,5  km, è alto 831 m s.l.m..

## Installazioni
L'Haut-Folin è la stazione sciistica più vicina a Parigi. Realizzata dal Club alpino francese (CAF) con uno skilift, una pista di sci alpino e uno chalet-restaurant, fu attiva fino agli anni ottanta, ma, in assenza di innevamento artificiale, fu abbandonata. Oggi la stazione ha numerose piste di sci di fondo.

## Immagini dell'Haut-Folin

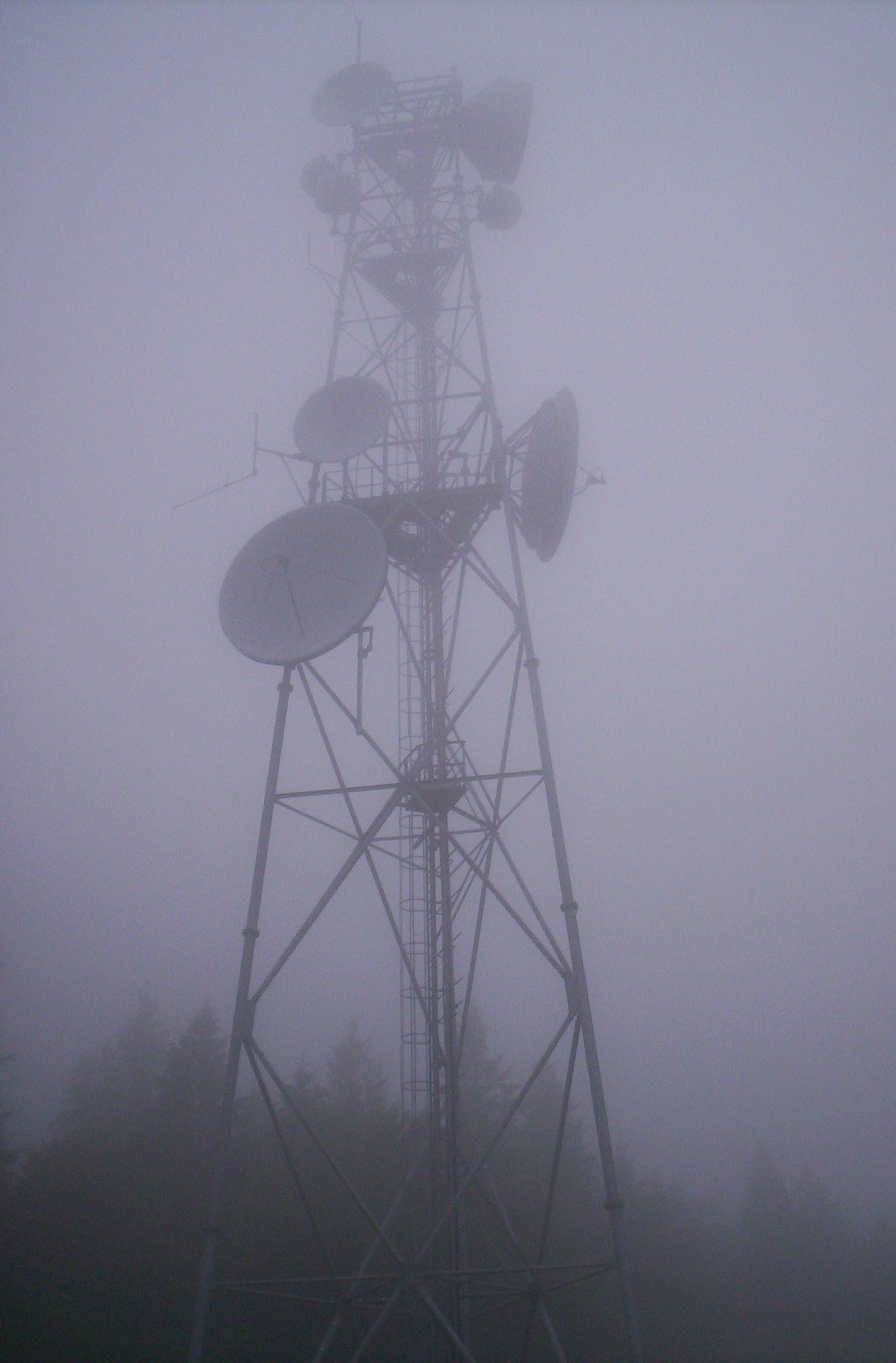
Ripetitori del segnale televisivo sull'Haut-Folin
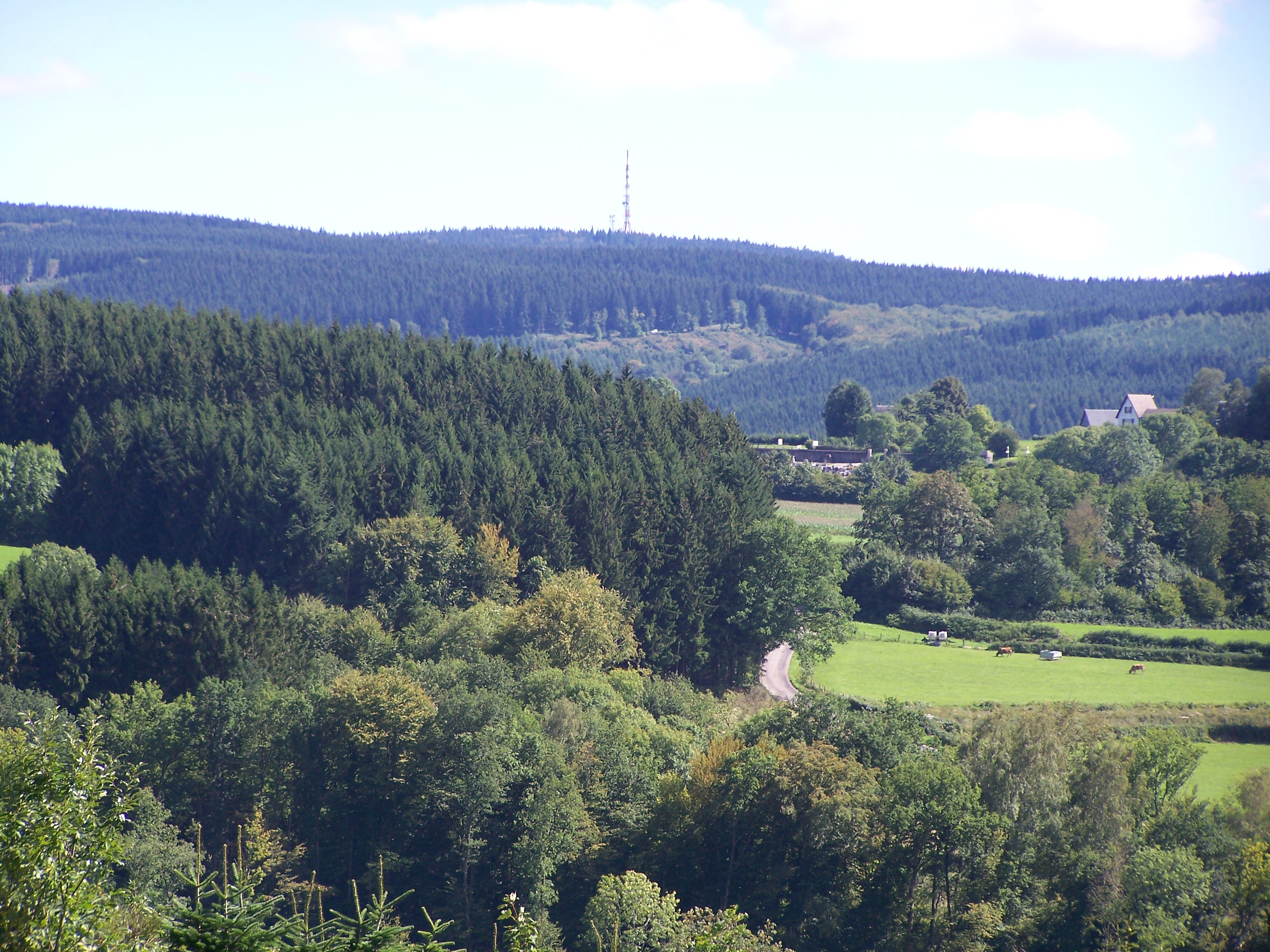
Veduta dell'Haut-Folin dal teatro gallo-romano dei Bardiaux